# Steve Wynn

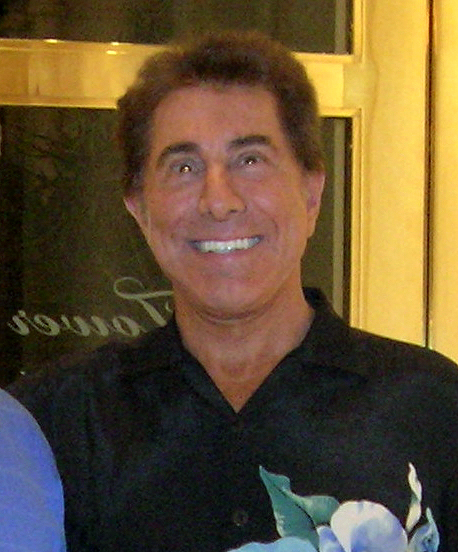
Steve Wynn

Stephen Alan "Steve" Wynn (New Haven, 27 de janeiro de 1942) é um empresário norte-americano do ramo de cassinos, hotelaria, lazer e imóveis, reconhecido por liderar o grande movimento de revitalização e expansão da Strip de Las Vegas nos anos 1990. Suas empresas remodelaram ou construíram alguns dos complexos hoteleiros e de lazer mais conhecidos daquela cidade, como o Golden Nugget, The Mirage, Treasure Island, Bellagio, Wynn Las Vegas e Encore.